# Флаг Массачусетса
Флаг Массачусетса (англ. Flag of Massachusetts) — один из государственных символов штата Массачусетс.
Флаг представляет собой белое прямоугольное полотнище с гербом в центре, где на синем щите изображён алгонкин с луком и стрелами.
Хотя Массачусетс входит в состав США с 1776 года, вплоть до 1908 года штат не имел официально утверждённого флага. В 1915—1971 годах оборотная сторона флага представляла белое полотнище с синим щитом в центре, на котором была изображена сосна. Флаг губернатора Массачусетса — белое треугольное полотнище с гербом в центре.

Военно-морской и морской флаг штата
Флаг губернатора штата